# Bauernmuseum Richen

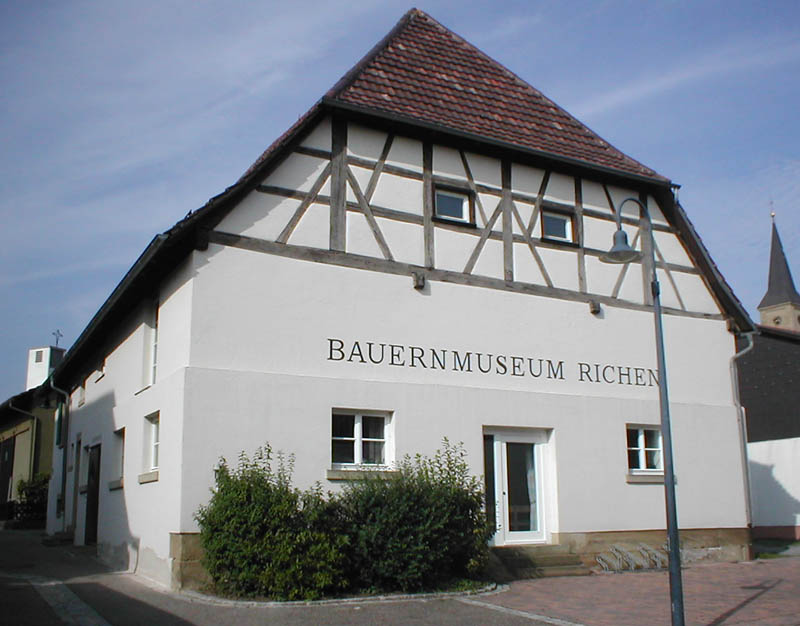
Bauernmuseum in Richen

Das Bauernmuseum Richen im ehemaligen Farrenstall in Richen, einem Stadtteil von Eppingen im Landkreis Heilbronn in Baden-Württemberg, ist ein seit dem Jahr 2000 eingerichtetes Museum zur Geschichte des bäuerlichen Lebens.

## Gebäude
Der Farrenstall, ein Fachwerkhaus aus der ersten Hälfte des 18. Jahrhunderts, gehörte den Fürsten von Leiningen und wurde als Kelter genutzt. Die Gemeinde Richen, die 1837 das Gebäude gekauft hatte, baute es zu einem Farrenstall mit Wohnung für den Farrenwärter um. Im Jahr 2000 wurde das Museum als Teil des Stadt- und Fachwerkmuseums Alte Universität eröffnet.

## Ausstellung
Die bäuerliche Alltagskultur wird zunächst anhand einer detailgenauen Wohnung mit Küche, Wohn- und Schlafräumen gezeigt. Danach folgen die Wirtschaftsräume des Bauern, in denen sich die ehemaligen landwirtschaftlichen Geräte befinden. Ein Mostkeller kann ebenfalls besichtigt werden.
Die typischen Handwerksberufe eines Bauerndorfes wie Schuster- und Malerwerkstätte werden gezeigt. Die ehemalige Dorfschlosserei und  Dorfschmiede, ein lebensnotwendiges Handwerk für das dörfliche Leben, wurde komplett zum Museum transloziert.
Handwerkermärkte, Seminare und Sonderausstellungen werden veranstaltet, um den Einblick in das bäuerliche Leben zu vertiefen.
Seit 2007 ergänzt ein Streuobstlehrpfad das Angebot.